# الصهيوني بوصفه نبزا مشينا
تُستخدم مصطلحات مثل "الصهيوني"، و"النازي الصهيوني"، و"الصهيو" بوصفها أوصافًا قدحية سياسية من قِبَل المناهضين للصهيونية ضد مؤيدي إسرائيل.
في الولايات المتحدة والمملكة المتحدة وصفت بعض الأوساط الأكاديمية والمنظمات السياسية، ومنها اللجنة اليهودية الأمريكية، ورابطة مكافحة التشهير، وحزب العمال البريطاني، والحزب الليبرالي الديمقراطي، استخدام "الصهيوني" و"الصهيو" كإهانات سياسية بأنها تحمل مزاعم بمعاداة السامية.

## الاستخدام القدحي
إن أول ما أُثر على استعمال "الصهيو" كلفظ مركّب في سياقٍ قدحي في الولايات المتحدة، كان ما ورد في طبعة عام 1990 من كتاب العام اليهودي الأمريكي، حيث نُقِش المصطلح "النازيّ الصهيونيّ" على هيئة شعاراتٍ نُحتت بخطوط الجرافيتي على جُدُر حرم جامعة ولاية نيويورك بمدينة بينغامتون.  وأما موقع "ويكي صهيو"، الذي ينعقد زمامه بيد ديفيد ديوك القومي الابيض والمرشح لولاية اريزونا مستقلا بنفسه والإمام السابق لمنظمة كو كلوكس كلان (KKK) ، فقد حُملت فيه كلمة "الصهيو" على وجهين: اسمٌ جامدٌ أو وصفٌ مركّب، يرد تارةً موصولًا وتارةً مفصولًا. وقد تشعبت صيغ هذا اللفظ، فشملت ألفاظًا مثل "الصهيو-شيوعية"، و"الصهيو-اقتصاديات"، و"الصهيو-تفوقية"، و'الأرض الصهيو-المُستعمَرة'. 
وَذُكرَ عن ديفيد ديوك، الإمام الأكبر الأسبق لزمرة كو كلوكس كلان (KKK)، أنه جعل من اللفظ نبزا أذى به أسماع اليهود وهويتهم الشخصية والجماعية، مرتكزًا على أن الصهيونية، وإن كانت في أصلها محض توجهٍ سياسيٍّ، فقد بسطت رواقها على إختيارات اليهود المعاصرين، حتى استحالت عندهم عَمودًا فقريًا لهويتهم. وهذا ما بدا جليًّا في الولايات المتحدة، حيث يُقرُّ 85% من يهودها بوجوب إسناد الولايات المتحدة لركائز إسرائيل وبقائها لأطول فترة وطنا خالصا لليهود.، وكذلك في المملكة المتحدة، حيث أفصح 80% من اليهود البريطانيين عن انتمائهم لهذا التوجه.
وقد ادعى بن سامويلز، الكاتب في صحيفة هآرتس، أن المصطلح قد أخذ في الشيوع أول الأمر على يد ديفيد ديوك، ثم انتقل بعد ذلك إلى ألسنة اليساريين وأعضاء حزب العمال البريطاني، الذين وجدوا في الصهيونية، رغم كونها توجهًا سياسيًا مجردًا، ميدانًا خصبًا للتلاعب بالمصطلحات والتراشق بالنعوت. وفي عام 2016، أطلق حزب العمال البريطاني تحقيقًا في معاداة السامية، مبيّنًا أن 'الألقاب، كـ[...] "صهيون" وأشباهها، لا مكان لها في خطاب حزب العمال في المستقبل.'
وفي سياق الحديث عن هذا التحقيق، صرح زعيم الحزب، جيريمي كوربين، أن كلمة "صهيون" ليست إلا نبزًا قدحيًا متهالكًا، يتبع سلسلة طويلة من الألفاظ التي فقدت رصيدها الأخلاقي، ولا يجوز أن يكون لها موطئ قدمٍ في حزبنا.
إبّان احتدام الحرب الفلسطينية الإسرائيلية، غدا لفظ "الصهيونية" نبزًا متداولًا في معاقل اليسار السياسي، حتى استحالت الكلمة في أفواههم قذيفةً تُلقى على الخصوم لا مصطلحًا يُتداول في سجال الفكر. وأما الفلسطينيون، فكأنما انتُزع هذا اللفظ من أفئدتهم اقتلاعًا، إذ لا يلامس أسماعهم إلا وتتبدى أمامهم مشاهد الطرد والشتات، وصدى النكبة في عام 1948، حيث كانت الصهيونية عندهم لا فكرةً مجردة، بل ظلما يهوي على رقابهم ويطردهم من ديارهم بغير حق.
وفي يوليو من عام 2024، أقدمت شركة ميتا على خطوةٍ أثارت الزوابع، حيث فرضت قيودًا على النطق بهذا المصطلح، فكان قرارها كريحٍ هوجاء تقلب صفحات الخطاب، تقيّد لفظًا قد شبع تداولًا بين الخصوم والأنداد. وقد هلّلت اللجنة اليهودية الأمريكية لهذا الإجراء، مستبشرةً به كفتحٍ جديد في ميادين الصراع اللغوي. غير أن هذا لم يمضِ دون مقاومة، إذ أرسلت ثلاثٌ وسبعون منظمة خطابًا إلى ميتا، مُجادلةً بأن هذه السياسة لا تفضي إلا إلى تداخلٍ مُضِلّ، يُلبس انتقاد أفعال إسرائيل ثوب معاداة السامية، ويطمس الفوارق بين السياسة والعِرق.
أما الهيئات المنافحة عن الحقوق الرقمية للفلسطينيين، فقد رفعت صوتها مُحتجة، مُعلنةً في وضوحٍ لا لبس فيه: "إن الصهيونية عقيدةٌ وأيديولوجية، وليست عرقًا يُنسب ولا هويةً تُورث".